# قشرة (تشريح)

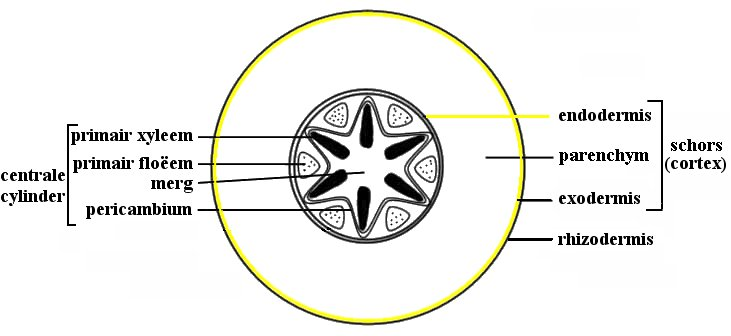

القشرة (بـاللاتينية: «لحاء» أو «فسالة» أو «محارة» أو «قشرة») في علم التشريح وعلم الحيوان هي الطبقة الخارجية (أو السطحية) لـلعضو.
تتضمن الأعضاء ذات الطبقات القشرية واضحة المعالم على كل من الكليتين والغدتين الكظريتين والمبيضين والغدة الزعترية وأجزاء من الدماغ، بما في ذلك القشرة المخية، الأشهر بين جميع القشريات.
القشرة المخية هي الطبقة السطحية الرقيقة من المخيخ التي تتكون من طبقة جزيئية خارجية أو الطبقة الجزيئية، وهي طبقة واحدة من خلايا بوركينيي (الطبقة العقدية) وطبقَةُ حُبَيْبِيَّة داخلية أو ما يُطلق عليها الطَّبَقَةُ الحُبَيبِيَّةُ.
القشرة هي السطح الخارجي للمخ وتتكون من مادة رمادية.